# Wallace–Bolyai–Gerwien-tétel

Háromszög és négyzet egymásba darabolása

Wallace–Bolyai–Gerwien-tétel azt mondja ki, hogy az egyenlő területű sokszögek átdarabolhatók egymásba. A tétel megalkotása William Wallace, Bolyai Farkas és a Karl Ludwig Gerwien matematikusok nevéhez fűződik, akik egymástól függetlenül jutottak hasonló eredményre.

## Bizonyítása
A bizonyítás konstruktív: nem használja a kiválasztási axiómát.
A tétel több lépésben bizonyítható.
1. Háromszög átdarabolható téglalappá.
Lépései:
A legnagyobb oldallal párhuzamos középvonallal egy kis háromszöget vágunk le, és ezt a középvonalra merőleges magasságvonalával vágjuk ketté. A kapott kis háromszögek a trapézt téglalappá egészítik ki.
2. Két, egyenlő alapú és egyenlő magasságú paralelogramma átdarabolható egymásba.
Tegyük fel, hogy az {\displaystyle ABCD} és az {\displaystyle ABC_{1}D_{1}} paralelogrammák az {\displaystyle AB} egyenes ugyanazon oldalán fekszenek. Feltehető, hogy az egyik nem téglalap, különben egybevágók, és kész a bizonyítás.
Ha {\displaystyle D} a {\displaystyle D_{1}C_{1}} szakaszon helyezkedik el, akkor az {\displaystyle ADD_{1}} és a {\displaystyle BCC_{1}} háromszögek egybevágók, ezért az {\displaystyle ABC_{1}D} trapézt ezek segítségével lehet kiegészíteni az egyik, vagy a másik paralelogrammára.
Ha {\displaystyle D} nincs a {\displaystyle D_{1}C_{1}} szakaszon, akkor legyen az {\displaystyle AD} és a {\displaystyle BC_{1}} szakasz metszéspontja {\displaystyle P}. {\displaystyle AB} és {\displaystyle P} távolságával párhuzamosokat húzunk {\displaystyle AB}-hez, először {\displaystyle P}-n át, majd egészen addig, amíg túl nem lépjük a {\displaystyle CD} egyenest. A kapott kis paralelogrammákat tovább daraboljuk egyik átlójuk behúzásával, mégpedig az {\displaystyle ABCD}-ben levőkét a {\displaystyle BC_{1}}-gyel, és az {\displaystyle ABC_{1}D_{1}}-ben fekvőkét az {\displaystyle AD}-vel párhuzamos átlójukkal. Ezzel a kis paralelogrammákat egybevágó háromszögekké vágtuk fel, az utolsó lépésben kapottakat kivéve, ahol is egy-egy, páronként egybevágó háromszög és trapéz keletkezik.
3. Minden téglalap átdarabolható olyan téglalappá, amelynek az egyik oldala adott. 
Az {\displaystyle ABCD} téglalapot így daraboljuk át úgy, hogy egyik oldala {\displaystyle a} hosszú legyen:
Ha {\displaystyle a} rövidebb a téglalap kisebb oldalánál (most ez legyen {\displaystyle BC}), akkor a téglalapot az egyik oldalával párhuzamosan felcsíkozzuk, és a kapott kis téglalapokat egymás mellé tesszük. 
Tegyük fel, hogy {\displaystyle a} hosszabb a téglalap rövidebb oldalánál. Ekkor van egy {\displaystyle C_{1}} és {\displaystyle D_{1}} pont a {\displaystyle CD} egyenesen, hogy {\displaystyle BC_{1}=AD_{1}=a}. Ezért az {\displaystyle ABCD} és az {\displaystyle ABC_{1}D_{1}} olyan paralelogrammák, amelyeknek közös az alapja, és egyenlő a magassága, így 2. szerint átdarabolhatók egymásba, tehát {\displaystyle ABCD} is átdarabolható az {\displaystyle a} oldalú, {\displaystyle BC_{1}} alapú téglalappá, aminek a másik két csúcsa a {\displaystyle D_{1}A} egyenesre esik.
4. A tétel bizonyítása. Az {\displaystyle S_{1}} és az {\displaystyle S_{2}} egyenlő területű sokszögeket háromszögekre vágjuk. 1. szerint ezeket a háromszögeket téglalapokká daraboljuk át, és a kapott téglalapokat 3. szerint adott {\displaystyle a} oldalhosszú téglalappá. Ezeket egymás mellé helyezve két egybevágó téglalapot kapunk, amik nyilván egymásba átdarabolhatók.

## Általánosítása
A kérdés általánosabban is feltehető: átdarabolható-e két, egyenlő térfogatú poliéder egymásba? Ez Hilbert harmadik problémájaként vált ismertté. Max Dehn látta be először 1900-ban, hogy ez nincs így. Például egy kocka és egy gúla nem darabolható át egymásba, még akkor sem, ha térfogatuk megegyezik.